# Skald (stripalbum)
Skald is het vijfde stripalbum uit de Thorgal-parallelreeks De werelden van Thorgal: Wolvin. De strip werd voor het eerst uitgegeven bij Le Lombard in februari 2015. Het album is getekend door Roman Surzhenko met scenario van Yann.

## Het verhaal
In dit verhaal besluit Aaricia, die nog steeds gelooft dat Thorgal en Wolvin zijn overleden, elders met Lungden te gaan leven. Wolvin is nog steeds op de vlucht voor Crow en probeert terug te keren naar haar dorp. Zij krijgt steun van Skald, de mysterieuze houthakker en de halfgod Vigrid. Met deze episode eindigt het avontuur dat begon in het vorige album Crow.